# 埃利薩鎮
埃利薩鎮（西班牙語：Villa Elisa）是巴拉圭的城市，由中央省負責管轄，距離首都亞松森約16公里，始建於1938年，面積122平方公里，海拔高度116米，2002年人口53,166，人口密度每平方公里4,109人。

## 外部連結
- Municipalidad de Villa Elisa